# العلاقات النيجرية الغامبية
العلاقات النيجرية الغامبية هي العلاقات الثنائية التي تجمع بين النيجر وغامبيا.

## مقارنة بين البلدين
هذه مقارنة عامة ومرجعية للدولتين:
| وجه المقارنة                                              | النيجر          | غامبيا       |
| --------------------------------------------------------- | --------------- | ------------ |
| المساحة (كم2)                                             | 1.27 مليون      | 11.30 ألف    |
| عدد السكان (نسمة)                                         | 21.48 مليون     | 2.10 مليون   |
| الكثافة السكانية (ن./كم²)                                 | 16.91           | 185.84       |
| العاصمة                                                   | نيامي           | بانجول       |
| اللغة الرسمية                                             | لغة فرنسية      | لغة إنجليزية |
| العملة                                                    | فرنك غرب أفريقي | دالاسي غامبي |
| الناتج المحلي الإجمالي (بليون دولار)                      | 8.12 مليار      | 1.01 مليار   |
| الناتج المحلي الإجمالي (تعادل القوة الشرائية) بليون دولار | 19.01 مليار     | 3.34 مليار   |
| الناتج المحلي الإجمالي الاسمي للفرد دولار أمريكي          | 358             | 471          |
| الناتج المحلي الإجمالي للفرد دولار أمريكي                 | 938             |              |
| مؤشر التنمية البشرية                                      | 0.348           | 0.441        |
| رمز المكالمات الدولي                                      | +227            | +220         |
| رمز الإنترنت                                              | .ne             | .gm          |
| المنطقة الزمنية                                           | ت ع م+01:00     | 00           |

## منظمات دولية مشتركة
يشترك البلدان في عضوية مجموعة من المنظمات الدولية، منها:
| علم المنظمة | اسم المنظمة                                 | تاريخ انضمام النيجر | تاريخ انضمام غامبيا |
| ----------- | ------------------------------------------- | ------------------- | ------------------- |
|             | البنك الإفريقي للتنمية                      | ?                   | ?                   |
|             | منظمة التعاون الإسلامي                      | ?                   | ?                   |
|             | منظمة الشرطة الجنائية الدولية               | ?                   | ?                   |
|             | الاتحاد البريدي العالمي                     | ?                   | ?                   |
|             | الاتحاد الأفريقي                            | ?                   | ?                   |
|             | منظمة التجارة العالمية                      | ?                   | ?                   |
|             | مؤسسة التنمية الدولية                       | 24 أبريل 1963       | 18 أكتوبر 1967      |
|             | مؤسسة التمويل الدولية                       | 7 يناير 1980        | 19 سبتمبر 1983      |
|             | منظمة حظر الأسلحة الكيميائية                | ?                   | ?                   |
|             | الأمم المتحدة                               | 20 سبتمبر 1960      | 21 سبتمبر 1965      |
|             | الاتحاد الدولي للاتصالات                    | 14 نوفمبر 1960      | 27 مايو 1974        |
|             | البنك الدولي للإنشاء والتعمير               | 24 أبريل 1963       | 18 أكتوبر 1967      |
|             | مجموعة دول أفريقيا والكاريبي والمحيط الهادئ | ?                   | ?                   |
|             | المركز الدولي لتسوية المنازعات الاستشارية   | 14 ديسمبر 1966      | 26 يناير 1975       |
|             | وكالة ضمان الاستثمار متعدد الأطراف          | 10 مايو 2012        | 11 سبتمبر 1992      |
|             | يونسكو                                      | 10 نوفمبر 1960      | 1 أغسطس 1973        |

## وصلات خارجية
- موقع وزارة الخارجية الغامبية